# Dette Glashouwer

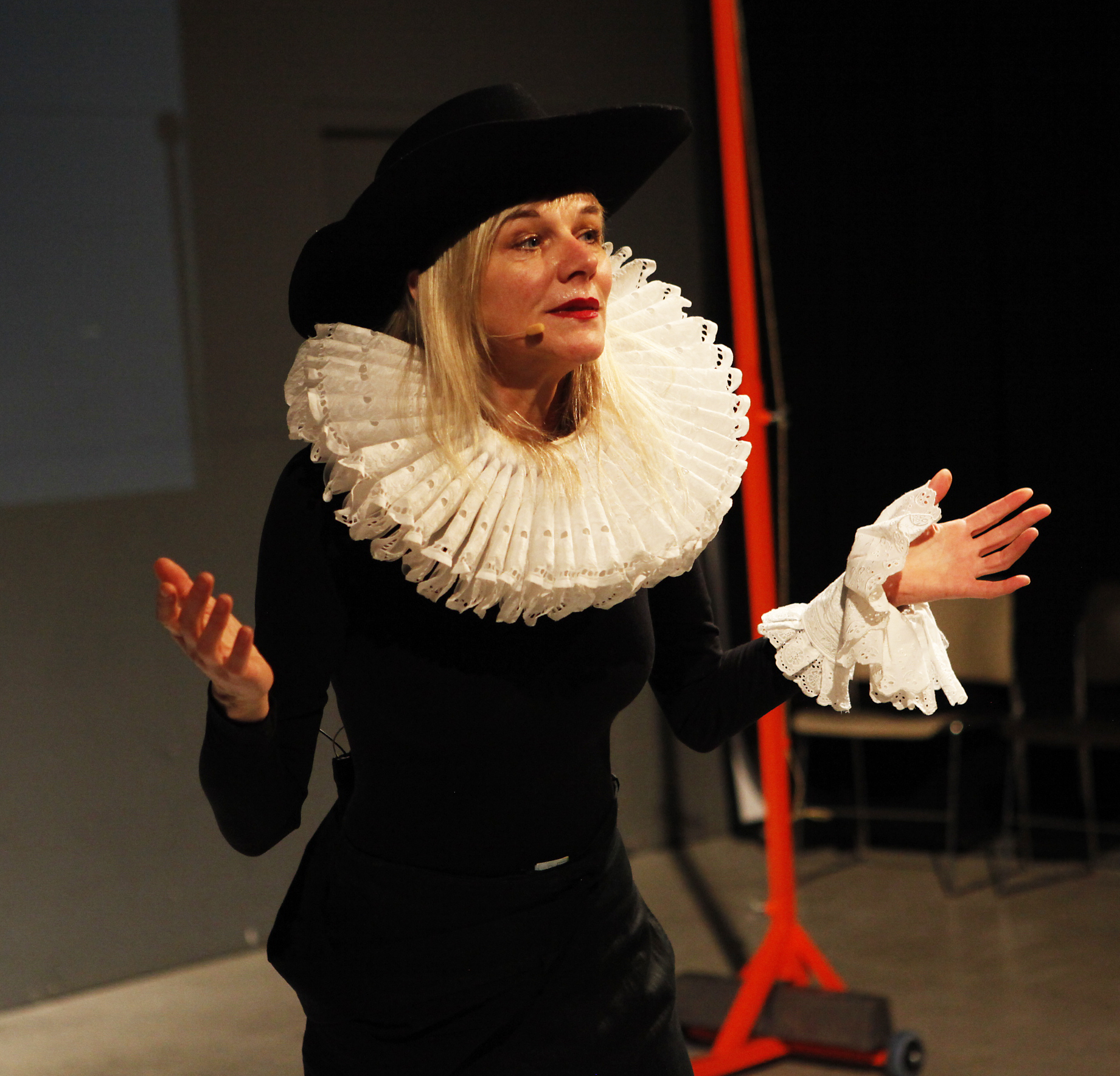
Dette Glashouwer, 2014

Dette Glashouwer (Hindeloopen, 1960), is een Friese actrice, mime-speelster en theatermaakster uit Amsterdam.

## Suver Nuver
Van 1981 tot 1985 volgde ze een opleiding aan de Toneelacademie Maastricht. Ze vormde van 1987 tot en met 2008 met Peer van den Berg en Henk Zwart de theatergroep Suver Nuver waarmee ze de VSCD-Mimeprijs kreeg. Ze maakte onder andere de voorstellingen J.C. Superman (2003) geschreven door Tom de Ket, Extase (2005/2006), Triple Bill (2006) en Zum wohl (2008). Suver Nuver speelde een aantal locatieprojecten op festivals als de Parade en Oerol, met Monique Merkx als regisseur. Daarnaast speelde zij mee in Bloedverwanten, een co-productie van theatergroep Max en Suver Nuver.

## Geld
Door de bezuinigingen op kunst werd Glashouwer gedwongen haar relatie met geld te onderzoeken. Daarom toerde ze in 2010 door Amerika met de ultra-low budgetvoorstelling Yes! To live and Love, waarbij ze bij mensen logerend en apparatuur bij elkaar scharrelend in zaaltjes en bij mensen thuis optrad. Ze won met deze solo-optredens de Media-matic-award. Ze maakte een serie voorstellingen hierover die begon met Geld en Genoeg en werd gevolgd door Geld voor Beginners. In 2012 won ze hiermee De Mus voor de beste Paradevoorstelling. Hierna begon ze aan een internationaal avontuur waarbij ze de hele wereld afreisde. Na de voorstelling MoneyMoneyMoney, Dette goes to Africa volgde To Sardinia with Love (and Money and Dette). In 2015 keerde zij zich in een reünieprogramma met Suver Nuver tegen het absurdisme van geld, het neoliberalisme, de schuldencrisis, de rol van de banken en de pensioenfondsen.
Ze is familie van dominee Willem Glashouwer sr., een van de oprichters van de Evangelische Omroep. Pieter Verhoeff maakte in 1999 een portret van haar in Dette's Memmetaal over haar relatie met Hindeloopen, het Fries en haar ouders.
Dette Glashouwer speelde in de films Entre nosotros (2011), Helium (2014), en Wildflowers (2015).

## Programma's
- Money, money, money (2013)
- Geld en genoeg (2010)